# Проектируемая улица (Павловск)

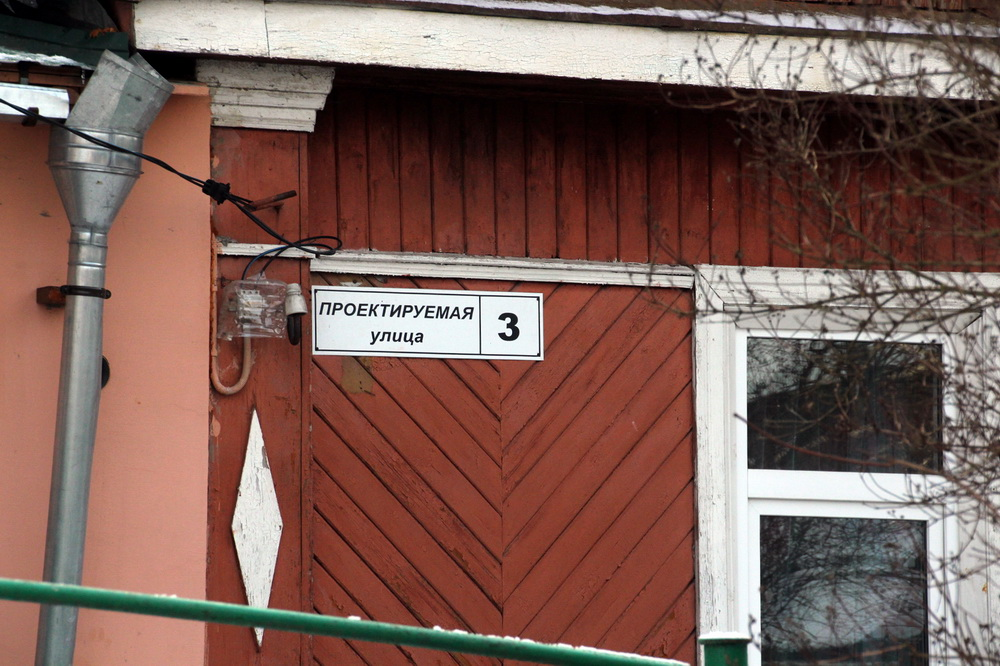
Табличка с адресом

Проекти́руемая улица — улица в городе Павловске (Пушкинский район Санкт-Петербурга). Проходит от Краснофлотского до Партизанского переулка.
Название появилось в 1960-х годах и с тех пор не менялось. В Большой топонимической энциклопедии говорится, что «происхождение наименования объяснению не поддается». Скорее всего, улице позднее планировалось дать другое название.
Член Топонимической комиссии А. Г. Владимирович сообщил, что переименовать Проектируемую улицу не дают правила присвоения названий, утверждённые в августе 2015 года. Хотя лично он считает, что улицы с такими названиями переименовывать сто́ит.